# Oniticellus pseudoplanatus
Oniticellus pseudoplanatus är en skalbaggsart som beskrevs av Vladimir Balthasar 1964. Oniticellus pseudoplanatus ingår i släktet Oniticellus och familjen bladhorningar. Inga underarter finns listade i Catalogue of Life.